# Živan Ljukovčan
Živan Ljukovčan (in serbo Живан Љуковчан?; Krčedin, 24 luglio 1954) è un ex calciatore jugoslavo, di ruolo portiere.

## Carriera

### Nazionale
Il suo debutto con la nazionale jugoslava risale al 28 settembre 1985 nella partita contro la Germania Est. La sua ultima partita con la nazionale risale al 19 maggio 1986 contro la Belgio.
Indossò la maglia della nazionale per un totale di quattro partite.

## Statistiche

### Cronologia presenze e reti in nazionale
| Cronologia completa delle presenze e delle reti in nazionale ― Jugoslavia | Cronologia completa delle presenze e delle reti in nazionale ― Jugoslavia | Cronologia completa delle presenze e delle reti in nazionale ― Jugoslavia | Cronologia completa delle presenze e delle reti in nazionale ― Jugoslavia | Cronologia completa delle presenze e delle reti in nazionale ― Jugoslavia | Cronologia completa delle presenze e delle reti in nazionale ― Jugoslavia | Cronologia completa delle presenze e delle reti in nazionale ― Jugoslavia | Cronologia completa delle presenze e delle reti in nazionale ― Jugoslavia |
| Data                                                                      | Città                                                                     | In casa                                                                   | Risultato                                                                 | Ospiti                                                                    | Competizione                                                              | Reti                                                                      | Note                                                                      |
| ------------------------------------------------------------------------- | ------------------------------------------------------------------------- | ------------------------------------------------------------------------- | ------------------------------------------------------------------------- | ------------------------------------------------------------------------- | ------------------------------------------------------------------------- | ------------------------------------------------------------------------- | ------------------------------------------------------------------------- |
| 29-8-1985                                                                 | Belgrado                                                                  | Jugoslavia                                                                | 1 – 2                                                                     | Germania Est                                                              | Qual. Mondiali 1986                                                       | -2                                                                        |                                                                           |
| 30-4-1986                                                                 | Recife                                                                    | Brasile                                                                   | 4 – 2                                                                     | Jugoslavia                                                                | Amichevole                                                                | -3                                                                        | 46’                                                                       |
| 11-5-1986                                                                 | Bochum                                                                    | Germania Ovest                                                            | 1 – 1                                                                     | Jugoslavia                                                                | Amichevole                                                                | -1                                                                        |                                                                           |
| 19-5-1986                                                                 | Bruxelles                                                                 | Belgio                                                                    | 1 – 3                                                                     | Jugoslavia                                                                | Amichevole                                                                | -1                                                                        |                                                                           |
| Totale                                                                    |                                                                           | Presenze                                                                  | 4                                                                         |                                                                           | Reti                                                                      | -7                                                                        |                                                                           |

## Palmarès

### Club

#### Competizioni nazionali
- Campionato jugoslavo: 2

Stella Rossa: 1979-1980, 1980-1981
- Coppa di Jugoslavia: 1

Stella Rossa: 1984-1985